# UltraISO
UltraISO — компьютерная программа, основной функцией которой является создание, редактирование и конвертирование различных форматов CD- и DVD-образов. Программа также позволяет эмулировать и записывать компакт-диски и DVD. Программа является платной, бесплатная версия не позволяет работать с образами размером более, чем 300 Мб.
Поддерживает свыше 30 форматов CD/DVD-образов: *.iso, *.bin, *.cue, *.nrg, *.mdf, *.mds, *.img, *.ccd (включая CD-TEXT), *.sub, *.ima, *.bwi, *.bwt, *.b5t, *.b5i, *.b6t, *.b6i, *.lcd, *.icf, *.pxi, *.vc4, *.000, *.cdi, *.tao, *.dao; ISO-образы с компрессией *.isz (свой формат), *.dmg, *.daa (PowerISO), *.uif (MagicISO); многотомные образы. Может генерировать файлы контрольных сумм *.md5.
Поддерживает запись на носители CD-R/RW, DVD-R/RW, DVD+R/RW, DVD-R/+R DL и DVD-RAM.
Программный интерфейс переведён на 42 языка, включая русский, белорусский и украинский языки.
Программа не работает с включенным DEP.

## История версий
- 9.53 (23/08/2012) - добавлены возможность редактирования ISO-образов для Windows 7/8 x64 с EFI; возможность создания загрузочного USB-диска для Mac OS X Mountain Lion из образа .DMG; дублирование загрузочных USB-накопителей; выравнивание секторов для USB флеш-накопителей с FAT; поддержка DVDFab Virtual Drive[2][3].
- 9.76 (07/05/2021) - добавлена функция «AutoSplit», которая автоматически разбивает файл install.wim из ISO-образа Windows 10/11 на части, если его размер превышает 4 ГБ. Это необходимо для записи загрузочной флешки в формате FAT32, которая поддерживает UEFI-загрузку.

## Функциональность
- Создание образов оптических дисков, USB флеш-накопителей, жёстких дисков[3] (максимальный размер образа — 25/50 Гб), дискет (любого размера до 2 Гб).
- Создание образов из файлов, находящихся на CD/DVD-диске или жёстком диске[2].
- Добавление, удаление, создание папок и файлов внутри образов[2][3].
- Поддержка всех уровней ISO 9660 и Joliet.
- Оптимизация структуры образа диска для экономии места.
- Создание загрузочных дисков, дискет с boot-секторами операционных систем DOS (MS-DOS, PC-DOS, FreeDOS и т. д.), Windows NT или syslinux. Создание загрузочных USB флэш-накопителей с двойным режимом USB-HDD и USB-ZIP[1][4][5].
- Возможность извлечения boot-секторов жёсткого диска и дискет
- Позволяет использовать образы как виртуальные диски. Может использоваться с DAEMON Tools и Alcohol 120%[3].

## ISZ format
UltraISO использует собственный формат ISZ. Аббревиатура расшифровывается как «ISO Zipped», но это не просто zip-архив. Формат использует ZLIB или BZIP2 для сжатия данных и может поддерживать шифрование AES. Спецификация формата публично доступна на сайте EZB Systems’s, однако в ней опущены некоторые важные моменты, такие как обфускация таблицы расположения данных и, собственно, самих данных. Несмотря на это, формат поддерживается и сторонними проприетарными приложениями, например Daemon Tools.